# Rhynchentedon maximus
Rhynchentedon maximus är en stekelart som beskrevs av Girault 1919. Rhynchentedon maximus ingår i släktet Rhynchentedon och familjen finglanssteklar.
Artens utbredningsområde är:
- Brunei.
- Singapore.
- Filippinerna.

Inga underarter finns listade i Catalogue of Life.